# Steinheim, Nordrhein-Westfalen
Steinheim är en stad i den tyska delstaten Nordrhein-Westfalen och hör till Kreis Höxter, som ligger mellan Teutoburger Wald och floden Weser. Staden och kommunen Steinheim ligger idylliskt i ett skogigt bergsområde. I Steinheim finns bland annat maskin- och träindustri. Närmaste större städer i väster är Paderborn med Bielefeld samt Kassel i söder.

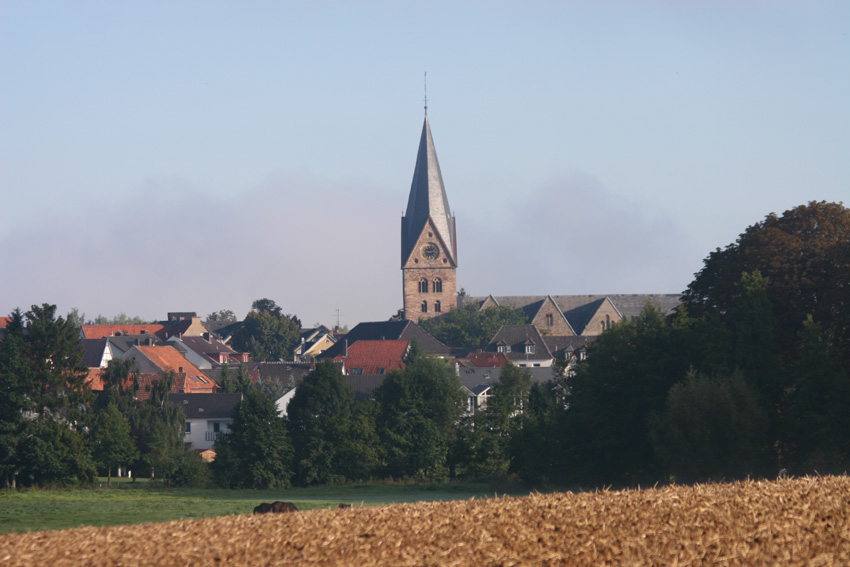
Kyrkan St. Maria mitt bland Steinheims medeltida byggnader.

## Historia
Det äldsta belägget i någon urkund för namnet Steinheim är från 970. Då skrevs namnet som Stenhem. Urkunden är från Sachsens äldsta kloster, Corvey vid Höxter, kretsens administrationscentrum idag. Härifrån sändes Ansgar år 826 ut som missionär till Skandinavien.
Under hela medeltiden var Steinheim en del av biskopsstiftet Paderborn. År 1275 utfärdades det första biskopliga privilegiet för staden. På 1400-talet blev staden medlem i Hansaförbundet. Därmed växte stadens befolkning och även dess betydelse. Under trettioåriga kriget drabbades det som då skrevs Stenheym av många bränder och två pestepidemier.
Efter andra världskriget var Nordtyskland ockuperat av britterna. På 1970-talet byggdes ett modernt vägnät, som var före sin tid, och som har kunnat svälja den ökande biltrafiken.

## Sevärdheter
- I centrum vid Marktplatz, det vill säga vid torget, finns det gamla rådhuset, den katolska kyrkan St. Maria från 1300-talet och en känd brunn, den så kallade "Kump".
- Thienhausens slott är ett herresäte från 1609 i stilen Weserrenässans. Tidvis bodde här den tyske skalden Friedrich Wilhelm Weber och författaren Annette von Droste-Hülshoff.
- Slottet Vinsebeck är naturskönt beläget 5 kilometer sydväst om Steinheim. Det började byggas 1717 och stod färdigt 1720. Det är byggt i barockstil.
- Bondeborgen i Ottenhausen från 1200-talet är den äldsta byggnaden i kommunen.
- Vid Sandebeck väster om staden kan man, i ett gammalt stenbrott, se basaltpelare från ett vulkanrör.

## Övrigt

### Stadsdelar
1970 bildades den första kommunala enheten med namnet Steinheim. Kommunen har nio stadsdelar. De listas här, inklusive invånarantal:
| - Bergheim (1 126) - Rolfzen (447) - Eichholz (263) | - Sandebeck (913) - Hagedorn (110) - Steinheim (8 604) | - Ottenhausen (575) - Vinsebeck (1 363) - Grevenhagen (210) |

### Vänorter
Staden har också fyra vänorter i Europa. Syftet med vänorterna är, enligt Steinheims stad, att utbyta erfarenheter och genomföra gemensamma projekt.
Steinheims vänorter:
| - Haukipudas, Finland | - Specchia, Italien | - Busko-Zdrój, Polen | - Szigetszentmiklós, Ungern |

Under de senaste tio åren har Steinheim också haft ett vänskapligt utbyte med staden Kalemie i Kongo-Kinshasa. 